# Kakure Kirishitan

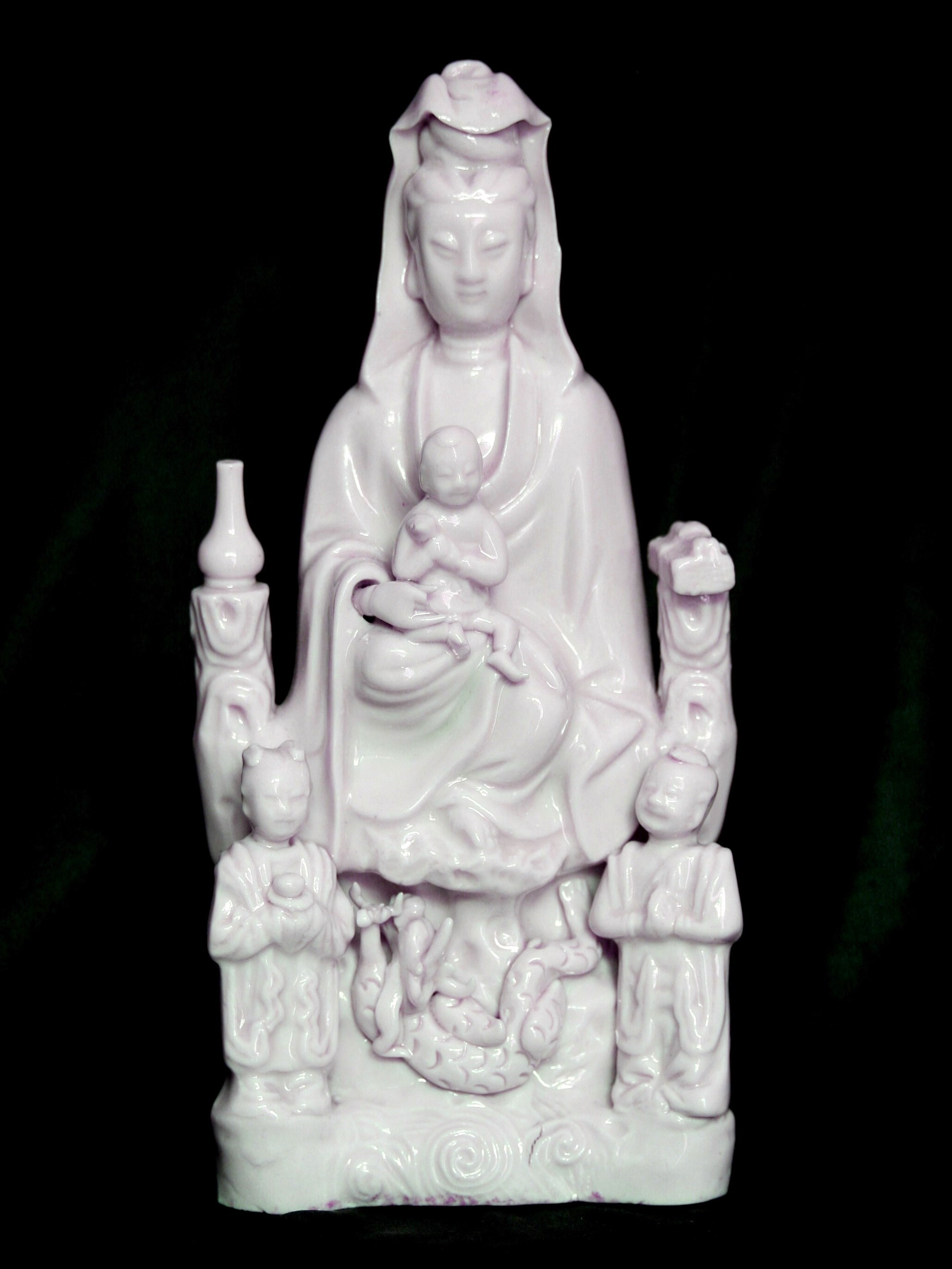
Một bức tượng tạc Đức Mẹ Maria bế Chúa Giêsu được tạc giống như Quan Âm

Kakure Kirishitan (隠れキリシタン tiếng Nhật nghĩa là "Kitô hữu ẩn danh") là thuật ngữ để chỉ nhóm người Công giáo Nhật Bản phải sống ẩn dật sau cuộc Khởi nghĩa Shimabara hồi thập niên 1630, dưới thời kỳ Edo. 

## Lịch sử
Sau khi giới Mạc Phủ dẹp được cuộc khởi nghĩa Shimabara, họ bắt đầu trừng phạt những Kitô hữu đã tham gia vào sự kiện này. Lãnh đạo khởi nghĩa là Amakusa Shirō bị chặt đầu và mang thủ cấp đến Nagasaki. Mạc Phủ bắt đầu chính sách cấm đạo Công giáo, buộc những người theo đạo phải bỏ đạo. Vì thế, những người Nhật theo đạo Công giáo còn sót lại phải hoạt động tôn giáo một cách bí mật. Từ đó, các Kitô hữu này được gọi là Kakure Kirishitan nghĩa là các "Kitô hữu ẩn danh". Họ không thể tiếp tục công khai đức tin Kitô giáo mà phải thờ phượng trong trong nhà riêng một cách bí mật để tránh sự đàn áp của chính quyền.
Để đối phó với sự truy xét của chính quyền, họ đã làm cho các yếu tố bên ngoài của Công giáo trộn lẫn vào các tôn giáo khác, đặc biệt là Phật giáo. Họ tạc tượng về Đức Mẹ Maria các vị thánh Kitô giáo giống với tượng Quan Âm và các vị Bồ tát. Họ đọc kinh theo âm điệu tụng kinh của Phật giáo, nhưng giữ lại nhiều từ ngữ tiếng Latinh, tiếng Bồ Đào Nha và Tây Ban Nha chưa được Nhật hóa. Kinh Thánh và các sách phụng vụ Công giáo chỉ được truyền khẩu chứ không in giấy vì sợ bị tịch thu. Khi các giáo sĩ phương Tây bị trục xuất khởi Nhật Bản hồi thế kỷ 17, cộng đồng Kakure Kirishitan bắt đầu lựa chọn những lãnh đạo giáo dân để để cử hành các phụng vụ tôn giáo của mình.
Trong thời gian này, một số cộng đoàn Kakure Kirishitan dần dần bị mất đi căn tính Kitô giáo. Lời cầu nguyện và cách thực hành tôn giáo của họ trở thành một phiên bản tín ngưỡng thờ cúng tổ tiên. Một số người đã phải vay mượn những cách thức mới để thực hành Kitô giáo. Đến thời Minh Trị Duy Tân trong thế kỷ thứ 19, tự do tôn giáo mới được xác lập. Lúc này, phần lớn các cộng đoàn Kakure Kirishitan tái gia nhập Giáo hội Công giáo hoàn vũ sau khi từ bỏ những hoạt động thờ phượng được xem là không chính thống với quy định của Công giáo. Số ít cộng đoàn Kakure Kirishitan còn lại thì không tái gia nhập Giáo hội Công giáo, họ trở thành những cộng đoàn độc lập gọi là Hanare Kirishitan ("Kitô hữu li khai"). Các nhóm Hanare Kirishitan hiện nay chủ yếu tồn tại ở Urakami và trên quần đảo Gotō.